# Vinalopó Mitjà
Vinalopó Mitjà (Tiếng Tây Ban Nha: Vinalopó Medio) là một ’’comarca’’ trong tỉnh Alicante, Cộng đồng Valencian, Tây Ban Nha.

## Các đô thị bên trong
- Algueña
- Aspe
- Elda
- Hondón de las Nieves
- Hondón de los Frailes
- Monforte del Cid
- Monóvar/Monòver
- Novelda
- Petrer
- Pinoso
- La Romana